# Nyborg, Kalix kommun
Nyborg är en tätort i Kalix kommun. Den är kommunens fjärde största tätort efter Rolfs och den största tätorten på Kalix landsbygd.
Nyborg är egentligen benämningen på ett nedlagt sågverk men har kommit att användas som postadress för byarna Ytterbyn och Målsön.

## Befolkningsutveckling
| Befolkningsutvecklingen i Nyborg 1960–2020                                                                                       | Befolkningsutvecklingen i Nyborg 1960–2020 | Befolkningsutvecklingen i Nyborg 1960–2020 | Befolkningsutvecklingen i Nyborg 1960–2020 | Befolkningsutvecklingen i Nyborg 1960–2020 |
| --- | ------------------------------------------ | ------------------------------------------ | ------------------------------------------ | ------------------------------------------ |
| |                                            |                                            |                                            |                                            |
| År |                                            |                                            | Folkmängd                                  | Areal (ha)                                 |
| 1950 | 1950                                       |                                            | 1 457                                      | ##                                         |
| 1960 | 1960                                       |                                            | 1 232                                      |                                            |
| 1965 | 1965                                       |                                            | 1 141                                      |                                            |
| 1970 | 1970                                       |                                            | 1 048                                      |                                            |
| 1975 | 1975                                       |                                            | 1 043                                      |                                            |
| 1980 | 1980                                       |                                            | 1 261                                      |                                            |
| 1990 | 1990                                       |                                            | 1 243                                      | 386                                        |
| 1995 | 1995                                       |                                            | 944                                        | 170                                        |
| 2000 | 2000                                       |                                            | 936                                        | 170                                        |
| 2005 | 2005                                       |                                            | 881                                        | 171                                        |
| 2010 | 2010                                       |                                            | 833                                        | 170                                        |
| 2015 | 2015                                       |                                            | 823                                        | 189                                        |
| 2020 | 2020                                       |                                            | 795                                        | 187                                        |
| Anm.: Namnändring 1980 från Ytterbyn till Nyborg. Införlivade 2015 Innanlandet ## Som tätort/befolkningsagglomeration 1920–1950. |                                            |                                            |                                            |                                            |

## Samhället
Nyborg har årskurs 1-6-skola och en mataffär. Högstadieeleverna går på Manhemsskolan. Gymnasiet går eleverna på Furuhedsskolan i Kalix.
Det finns även en livsmedelsbutik i form av ICA Träffen Kalix-Nyborg. Sedan 2024 finns det en matvagn som erbjuder take-away (hämtmat) och med sittplatser utomhus.
Kalix Lokaltrafik har turer som trafikerar Nyborg, liksom Norrbottens länstrafik med linje 301 Kalix-Nyborg-Ryssbält.
I byn finns det ett Folkets hus, som grundades år 1914 och som hyr ut sin lokal för olika ändamål och föreningar. Ytterbyns hembygdsförening finns också. grundad 1985. År 2012 brann den ursprungliga hembygdsgården ner, men återuppbyggdes och invigdes i november 2014.
Den 3 januari 2022 togs det första spadtaget för det nya bostadsområdet vid Kolkajen i Nyborg där 9 nya tomter ställs i ordning.

## Idrott
Nyborgs SK är byns sportklubb. Föreningen anordnar även några evenemang om året samt aktiviteter för barn. Nyborgs boulesällskap driver även bouleverksamhet i byn sedan 2011.

## Historik
I byn finns det ett bevarat soldattorp, som sköts av Ytterbyns hembygdsförening. Byn hade även ett eget herrbandylag inom Nyborgs SK fram till år 2018.
En OK-mack fanns i byn fram till år 2011.